# Gouadji Kao
Gouadji Kao est une commune rurale du Mali de l'arrondissement central de Kouniana, dans le cercle de Kouniana et la région de Koutiala, elle a pour chef-lieu la localité de N'Togonasso.

## Villages
La commune s'étend sur 6 localités relevées lors du recensement général de 2009. 
Les villages les plus peuplés sont :
- Pokosso (3 035 habitants)
- N'Togonasso (2 796 habitants)
- Nizanso (2 466 habitants)

En 2023, la loi 2023-007 attribue à la commune 5 villages, fractions ou quartiers  :
- N'Togonasso
- Sassila
- Pokosso
- Kaola
- Kassiola